# Kabic

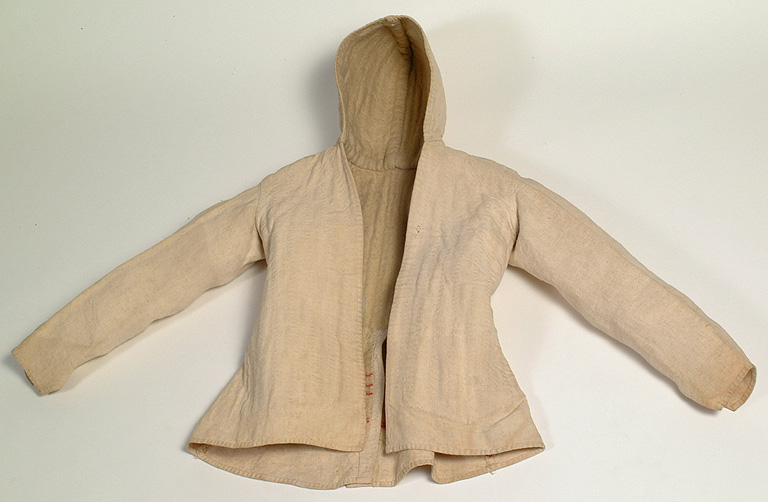
Kabig ou Kab an aod, conservé au Musée de Bretagne.

Le kabic (ou kabig) est une veste à capuchon, créée à l'origine par les goémoniers du Pays pagan, dans le nord du Finistère. Il était communément appelé « kab an aod » (cape de grève, en breton). « Exposés à des conditions de travail éprouvantes, ils [les goémoniers] l’avaient adopté pour sa résistance aux efforts et au froid lorsqu’ils allaient arracher le goémon autour des rochers », écrit Pascal Aumasson, coauteur d'un ouvrage sur le kabig.

## Historique
Déjà décrit par Jacques Cambry en 1794, le kabic figure dans plusieurs dessins du peintre François Hippolyte Lalaisse de 1844 et 1845. Il a ensuite été porté communément par les marins bretons[réf. nécessaire].

## Étymologie
Le mot est un néologisme inventé par le tailleur quimpérois Marc Le Berre (1899-1968), membre des Seiz Breur, qui provient du breton « kab », qui signifie « cape », auquel il a ajouté le diminutif « ig  »[réf. nécessaire]. Après la Seconde Guerre mondiale, Marc Le Berre réalise un kabig inspiré d’un modèle ancien de la collection du musée départemental breton. « Fort des leçons de ce modèle lui montrant la coupe, les boutons, le cranté, les surpiqûres, les lisières, la capuche, le manchon des tenues traditionnelles, il entreprend des confections qui incombent jusqu’en 1951 à l’atelier-ouvroir de Kernisy, à Quimper, puis à l’atelier familial Les Tissages de Locmaria, à l’enseigne L’enfant d’Armor, ou à la maison Ruallem également à Quimper », rappelle Pascal Aumasson. C'est seulement à partir des années 1950 que l'usage du nom originel « kab an aod » disparait progressivement, au profit du terme  « kabig », jusqu’alors employée pour les vêtements d’enfant.

## Description
La particularité du kabig réside dans plusieurs détails de fabrication : une laine tissée très serrée qui en fait un vêtement imperméable, des ailerettes au niveau des épaules qui évitent le ruissellement de l'eau, une double poche (la « poche Napoléon ») au niveau du ventre qui permet d'abriter les deux mains et le crantage du tissu (à la main) évitant l'usure du vêtement. Même s'il ressemble au duffle-coat, le kabig ne peut, de par sa coupe, être confondu avec lui.
Au cours de l'Après-guerre, le kabig s'est adapté pour devenir un vêtement pour tous – hommes, femmes, enfants. Modernisé par le dessinateur ethnologue René-Yves Creston et Marc Le Berre en 1937, il est désormais de toutes les couleurs, alors qu'il était à l'origine seulement blanc ou bleu marine ; il est devenu, avec la marinière et le ciré, l'un des symboles du « vêtement national breton ». On en retrouve la trace dans les archives de la maison Le Glazik à partir de 1928 à Quimper, et la maison Le Minor, à Pont-l'Abbé, en fut un des principaux fabricants.
Le kabig fait partie de la tenue portée par les sonneurs du bagad Saint Patrick, de Quimper. Le film Dieu a besoin des hommes de Jean Delannoy est à l’origine de l’engouement pour le kabig, au début des années 1950. Les figurants, des goémoniers de Plouguerneau, portaient en effet le « kab an aod » (« manteau de grève ») et les deux acteurs vedettes du film, Pierre Fresnay et Madeleine Robinson, continuèrent à le porter après leur retour à Paris. Dans les années 1960, René-Yves Creston considère même le kabig comme « le costume national de toute la jeunesse bretonne ». « Dix ans plus tard, cette ferveur est relayée par d’autres militants régionalistes réussissant à inverser le sentiment négatif qui avait parfois été associé à cette tenue de labeur goémonier », écrit Pascal Aumasson.
Le kabig est toujours fabriqué de nos jours. Des exemplaires sont présentés à l'Écomusée du Pays pagan de Plouguerneau.